# In Waves (Jamie-xx-Album)
In Waves (englisch für „In Wellen“) ist das zweite Studioalbum des britischen Musikers Jamie xx, veröffentlicht im September 2024 bei Young. Es ist Jamie xx’ erste Albumveröffentlichung seit seinem Debüt In Colour aus dem Jahr 2015.

## Hintergrund und Aufnahme
Die Arbeit an In Waves begann 2019 und erstreckte sich über einen Zeitraum von vier Jahren. Jamie xx beschrieb seine Erfahrungen seit der Veröffentlichung seines vorherigen Albums als „Wellen, die wir alle gemeinsam und allein erlebt haben“ und erklärte, dass er „etwas Spaßiges, Freudiges und Introspektives zugleich machen wollte“, da für ihn „die besten Momente auf einer Tanzfläche normalerweise so sind“.
Während der COVID-19-Pandemie griff Jamie xx hauptsächlich auf seine Vinylsammlung als musikalische Inspiration zurück, was zu einer verstärkten Verwendung von Samples im Album führte. Seit dieser Zeit hatte er auch die Standalone-Singles Idontknow, Let's Do It Again, Kill Dem und It's So Good veröffentlicht, die (bis auf Idontknow) auf der Deluxe-Vinyl-Edition des Albums enthalten sind.

## Musik und Produktion
In Waves zeichnet sich durch eine Vielzahl von Einflüssen aus, die von Garage und House bis hin zu Disco reichen. Jamie xx testete die Tracks bei Club-Nächten und Festivals, was dazu führte, dass das Album „externer und nach außen gerichteter“ als sein Debütalbum wurde.
Das Album enthält Gastauftritte von verschiedenen Künstlern, darunter Jamie xx’ Bandkollegen von The xx, Romy und Oliver Sim, sowie Robyn, Honey Dijon, Kelsey Lu, John Glacier, Panda Bear und The Avalanches. Eine zusätzliche Zusammenarbeit mit Erykah Badu ist auf der Deluxe-Vinyl-Edition enthalten.

## Veröffentlichung und Promotion
Die Erstveröffentlichung von In Waves erfolgte am 20. September 2024 bei Young. Das Album erschien in seiner Originalausführung als CD (Katalognummer: YO356CD), Download, LP (Katalognummer: YO356LP) und Streaming mit zwölf Titeln.
Dem Album gingen die Singles Baddy on the Floor mit Honey Dijon und Treat Each Other Right voraus. Die dritte Single Life wurde am 17. Juni 2024 veröffentlicht.
Zur Promotion des Albums veranstaltete Jamie xx eine Residency namens The Floor im Venue MOT in London vom 16. bis 25. Mai 2024, die als eine Reihe von zehn aufeinanderfolgenden Partys mit Überraschungsgästen beschrieben wird. Am 28. Juni 2024 trat Jamie xx als Headliner auf der Woodsies Stage beim Glastonbury Festival auf und spielte zusammen mehrere Tracks aus In Waves. Während des Sets traten auch Romy, Oliver Sim und Robyn auf. Am 26. September 2024 fand im Londoner Alexandra Palace eine Show zur Veröffentlichung des Albums statt.

## Titelliste
1. Wanna (2:15)
2. Treat Each Other Right (4:00)
3. Waited All Night (feat. Romy und Oliver Sim) (3:28)
4. Baddy on the Floor (feat. Honey Dijon) (3:42)
5. Dafodil (feat. Kelsey Lu, John Glacier und Panda Bear) (3:32)
6. Still Summer (3:25)
7. Life (feat. Robyn) (3:22)
8. The Feeling I Get from You (3:42)
9. Breather (6:16)
10. All You Children (feat. the Avalanches) (4:14)
11. Every Single Weekend (Interlude) (1:11)
12. Falling Together (feat. Oona Doherty) (5:37)

## Rezeption
In Waves erhielt überwiegend positive Kritiken. Jessie Dorris von Pitchfork beschrieb es als „eine gut polierte Platte, die von den ekstatischen und leichten Freuden der Tanzfläche belebt wird“ und „im Allgemeinen [Jamie xx‘s] Stärken ausspielt“.
Alexis Petridis von The Guardian beschrieb das Album als eine Sammlung von „hellen, glückseligen Bangern für 3 Uhr morgens auf großen Lautsprechern“. Er merkte an, dass das Album eine stärkere „Hingabe an die Tanzfläche“ zeigt als Jamie xx‘ vorheriges Werk, während es gleichzeitig einige ruhigere Momente beibehält. Er hob besonders die Tracks Baddy on the Floor, The Feeling I Get from You und Breather hervor, die er als „stark und hypnotische Oden an die Euphorie“ beschrieb.
Der Musikexpress bezeichnete In Waves als „ausgezeichnete Platte“ und lobte Jamie xx‘s Fähigkeit, „die Geschichte der Clubkultur erneut zu zerlegen“. Der Rezensent betonte die Intimität und Euphorie des Albums, das „dich zwingt, die Hände jubelnd in die Luft zu strecken und dabei in wundersamer Melancholie zu versinken“.
Auf Metacritic erhielt das Album eine durchschnittliche Bewertung von 84 basierend auf 18 Kritiken, was auf eine allgemein positive Aufnahme hindeutet.

## Chartplatzierungen
| ChartsChartplatzierungen       | Höchstplatzierung | Wochen |
| ------------------------------ | ----------------- | ------ |
| Deutschland (GfK)              | 17 (2 Wo.)        | 2      |
| Österreich (Ö3)                | 18 (2 Wo.)        | 2      |
| Schweiz (IFPI)                 | 15 (3 Wo.)        | 3      |
| Vereinigte Staaten (Billboard) | 146 (1 Wo.)       | 1      |
| Vereinigtes Königreich (OCC)   | 5 (2 Wo.)         | 2      |